# Hotel L'Àgora
El Hotel L'Àgora es un edificio situado en la calle  Sor Piedad de la Cruz número 3, en Bocairente (Valencia), España.

## Edificio
El edificio es un proyecto realizado en el año 1921 por el arquitecto alcoyano Joaquín Aracil Aznar. Su estilo arquitectónico es el neomudéjar y el modernismo valenciano. Es conocido también con el nombre de La comandancia.
Consta de planta baja y dos alturas, la última de ellas con ventanales abuhardillados. Destaca el balcón central de la primera altura con profusa ornamentación y los tres ventanales tripartitos de estilo neomudéjar de la segunda altura. El edificio está rematado por voladizos de madera y ornamentación en los laterales. Las zonas comunes del interior del edificio conservan diversos detalles de estilo modernista.
En el año 2007 finalizó la rehabilitación del edificio destinado a establecimiento hotelero, recuperando de nuevo su antiguo esplendor. El hotel fue inaugurado el 5 de abril de 2007 y cuenta con una categoría de tres estrellas.